# Sjostedtiella pictipennis
Sjostedtiella pictipennis là một loài tò vò trong họ Ichneumonidae.